# Slavuta
Slavuta (in ucraino Славута?, in polacco Sławuta, in yiddish סלאוויטא) è una città ucraina (34 918 abitanti), nel distretto di Šepetivka, nell'oblast' di Chmel'nyc'kyj. Ospita l'amministrazione della comunità territoriale di Slavuta, una delle comunità territoriali dell'Ucraina.
Fino al 18 luglio 2020, Slavuta costituiva una città di rilevanza regionale, che non apparteneva ad alcun distretto. Come parte della riforma amministrativa dell'Ucraina, che ha ridotto a tre il numero di distretti dell'oblast' di Chmel'nyc'kyj la città è stata integrata nel distretto di Šepetivka.
Slavuta è una città dell'Ucraina nell'Ucraina occidentale, collocata sul fiume Horyn'.
Si trova a circa ottanta chilometri dal capoluogo dell'oblast', la città di Chmel'nyc'kyj.
La città venne fondata dalla famiglia Sanguszko, come sede dei suoi principi.